# Timothy O. Howe

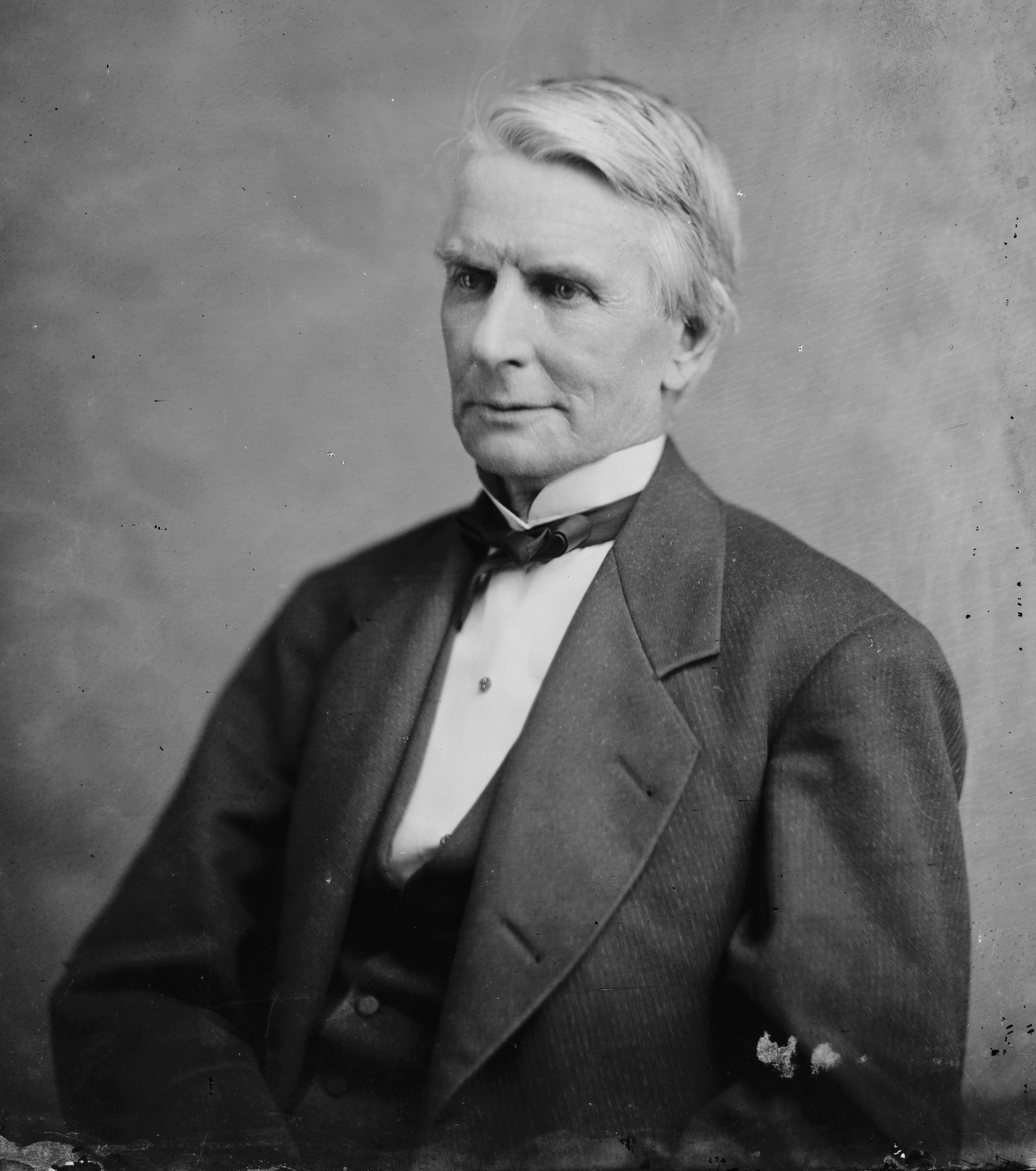
Timothy O. Howe

Timothy Otis Howe, född 24 februari 1816 i Livermore, Massachusetts (nuvarande Maine), död 25 mars 1883 i Kenosha, Wisconsin, var en amerikansk politiker och jurist. Han representerade delstaten Wisconsin i USA:s senat 1861–1879. Han var USA:s postminister från 20 december 1881 fram till sin död.
Howe studerade juridik och inledde 1839 sin karriär som advokat i Vermont. Han flyttade 1845 till Green Bay, Wisconsin. När Wisconsin 1848 blev delstat, kandiderade Howe utan framgång som whigpartiets kandidat till USA:s representanthus. Han var domare i Wisconsins högsta domstol 1851-1853. Howe bytte parti till republikanerna och kandiderade 1857 utan framgång till senaten.
Howe efterträdde 1861 Charles Durkee som senator för Wisconsin. Han omvaldes två gånger. Han kandiderade till en fjärde mandatperiod men republikanerna i Wisconsin nominerade Matthew H. Carpenter i stället.
USA:s president Chester A. Arthur utnämnde 1881 Howe till postminister. Han avled i ämbetet.
Howes grav finns på Woodlawn Cemetery i Allouez, Wisconsin.